# Kráska a zvíře (seriál)
Kráska a zvíře (v anglickém originále Beauty & the Beast) je americký dramatický fantasy televizní seriál, jehož autorkami jsou Sherri Cooper a Jennifer Levin. Je volně inspirován seriálem Beauty and the Beast z 80. let 20. století. Premiérově byl vysílán v letech 2012–2016 na stanici The CW. Celkově bylo natočeno 70 dílů ve čtyřech řadách.

## Příběh
Detektiv Catherine Chandlerová byla svědkem vraždy své matky a před vrahy prý byla zachráněna zvířetem. O devět let později ji případ vraždy zavede ke zjištění, že bývalý voják Vincent Keller, který byl údajně zabit ve službě, není mrtvý. Catherine se s ním sblíží a začne zjišťovat více o vraždě své matky a o tom, kdo (a co) Vincent skutečně je.

## Obsazení
| Kristin Kreuk        | Catherine Chandlerová                                      |
| Jay Ryan             | Vincent Keller                                             |
| Max Brown            | doktor Evan Marks (1. řada, ve 4. řadě jako host)          |
| Austin Basis         | J. T. Forbes                                               |
| Nina Lisandrello     | Tess Vargasová                                             |
| Brian White          | Joe Bishop (1. řada)                                       |
| Sendhil Ramamurthy   | Gabriel Lowen (1.–2. řada)                                 |
| Amber Skye Noyes     | Tori Windsorová (2. řada)                                  |
| Nicole Gale Anderson | Heather Chandlerová (3.–4. řada, jako host v 1. a 2. řadě) |
| Michael Roark        | Kyle Johnson (4. řada)                                     |

## Vysílání
| Řada | Díly | Premiéra v USA  | Premiéra v USA  | Premiéra v ČR      | Premiéra v ČR      |
| Řada | Díly | První díl       | Poslední díl    | První díl          | Poslední díl       |
| ---- | ---- | --------------- | --------------- | ------------------ | ------------------ |
| 1    | 22   | 11. října 2012  | 16. května 2013 | 22. června 2013    | 16. listopadu 2013 |
| 2    | 22   | 7. října 2013   | 7. června 2014  | 15. července 2014  | 21. října 2014     |
| 3    | 13   | 11. června 2015 | 10. září 2015   | 7. srpna 2015      | 30. října 2015     |
| 4    | 13   | 2. června 2016  | 15. září 2016   | 13. listopadu 2016 | 25. prosince 2016  |

V Česku začala seriál vysílat jako první od 22. června 2013 kabelová televize AXN, o rok později, od 12. července 2014, jej pak začala vysílat i stanice Prima Love.